# Yukio Hattori
Pour les articles homonymes, voir Hattori.
Yukio Hattori (服部 幸應, Hattori Yukio), né le 16 décembre 1945 à Tokyo et mort le 4 octobre 2024 dans la même ville, est un commentateur de télévision japonais connu pour son travail sur l’émission Iron Chef.
Il est également le 5e président du collège de nutrition Hattori (en) ; le générique de fin de Iron Chef mentionne d'ailleurs que l'émission est « produite en coopération avec » le collège de nutrition Hattori. Il est titulaire d'un doctorat de l'université Shōwa (en).

## Biographie

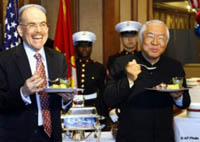
Yukio Hattori et (à gauche), chargé d'affaires, goûtent un menu spécial lors des célébrations de l'indépendance américaine à l'ambassade des États-Unis de Tokyo le 2 juillet 2009.

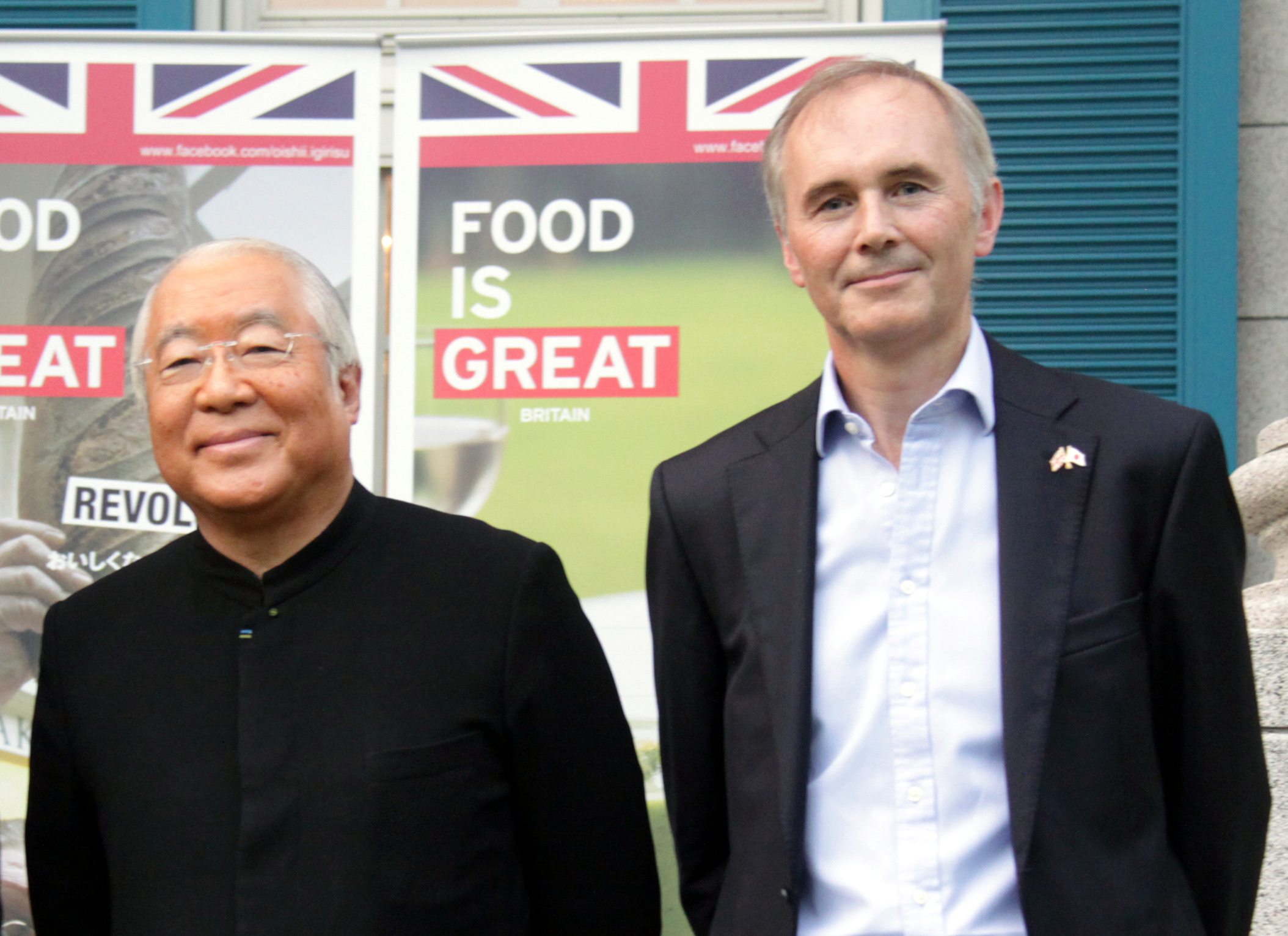
Yukio Hattori et l'ambassadeur britannique (à droite) le 28 août 2013.

Dans la version doublée en anglais d'Iron Chef, diffusée sur Food Network aux États-Unis et SBS en Australie, Yukio Hattori est souvent surnommé le « Doc » par le présentateur Kenji Fukui (en). Après avoir été présenté, Yukio Hattori répond généralement « C'est toujours un plaisir ». Alors que son rôle principal dans l'émission est celui de commentateur, Yukio Hattori prend la place du président Takeshi Kaga (en) au moins une fois lorsque celui-ci « boycotte » l'émission pour protester contre la mauvaise performance de ses chefs (le boycott faisait partie du scénario de l'émission car Kaga avait un autre enregistrement à effectuer au même moment). Yukio Hattori concourt aussi à deux reprises dans l'émission. La première fois en 1994 contre le chef Rokusaburō Michiba (en) ; les truffes sont l'ingrédient principal. Dans sa seconde participation en 1998, il affronte le chef Kōmei Nakamura (en) sur du thon. Il perd ces deux duels.
Dans l'épisode 7 de l'anime Yakitate!! Ja-pan, Yukio Hattori est un invité spécial parmi les juges lors du concours de boulangerie. Il est aussi un commentateur semi-régulier et juge dans l'émission Ai no Eepuron (« Tablier d'amour »).
La voix de Yukio Hattori est doublée en anglais par l'acteur canadien Scott Morris.
Yukio Hattori est apparu dans la saison 2 de The Next Iron Chef (en).